# Panneau d'affichage
Ne doit pas être confondu avec le tableau d'affichage, qui est également appelé panneau d'affichage.

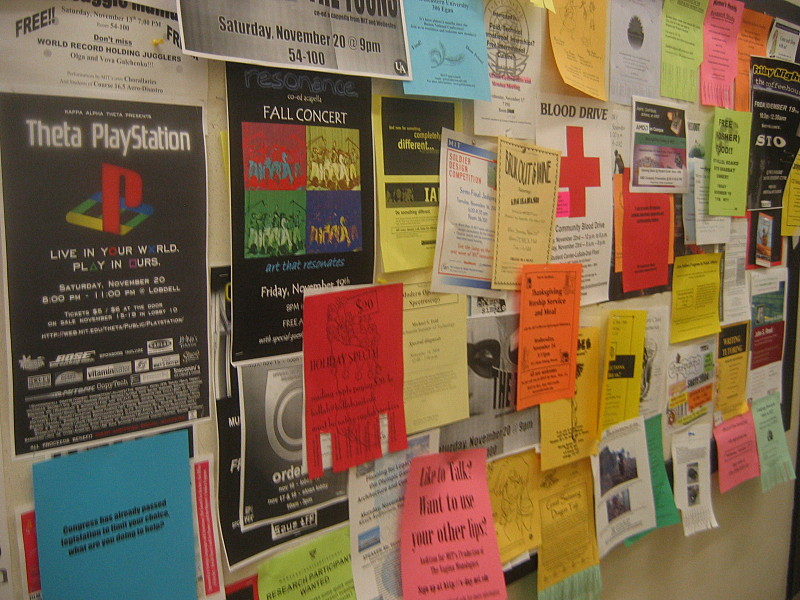
Panneau d'affichage.

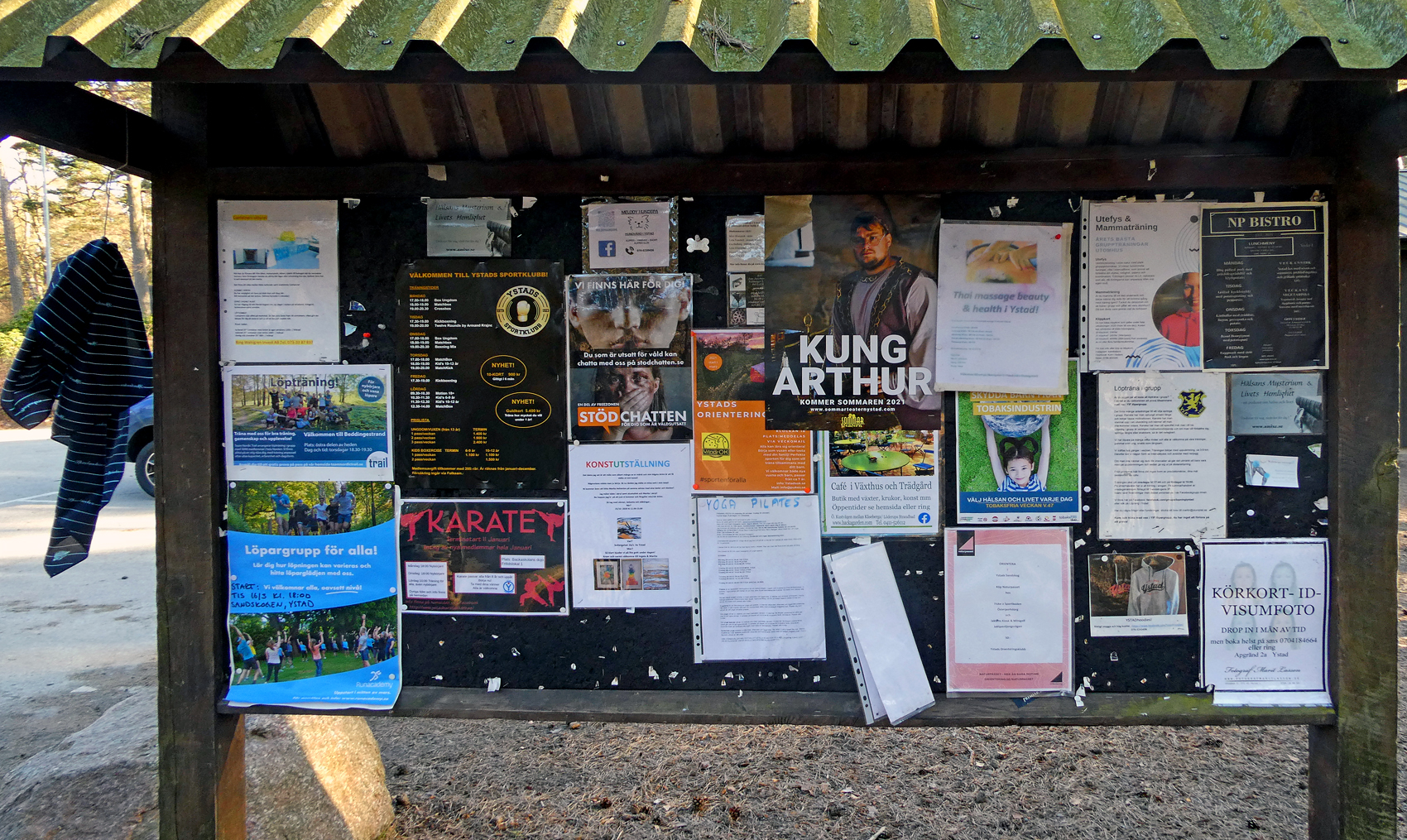
Panneau d'affichage.

Un panneau d'affichage (ou babillard au Québec) est une surface destinée à la pose de messages publics, par exemple pour rechercher un objet ou le mettre en vente, annoncer un évènement ou donner une information. Les panneaux d'affichage sont souvent faits de matériaux tels que le liège afin de faciliter l'ajout ou le retrait de messages, mais il peut également s'agit d'une surface d'écriture telle qu'un tableau noir, etc. Un panneau d'affichage peut combiner à la fois un tableau de liège et une surface pour l'écriture. Les tableaux d'affichage peuvent également être numérisés et inclus dans des ordinateurs en réseau afin que leurs utilisateurs puissent laisser ou retirer des messages à destination des autres membres du réseau.
Les panneaux d'affichage sont fréquents dans les universités. Ils sont utilisés par les groupes sportifs et les groupes d'activités extra-curriculaires mais également par des magasins cherchant à embaucher. Les entrées de dortoirs, les halls d'universités, les espaces d'attente, etc. ont souvent des panneaux d'affichage pour faciliter l'ajout d'annonces.
Les panneaux à aimant sont des variantes populaires car ils ne se détériorent pas aussi facilement que le liège avec le temps.